# Тилен, Гюнтер
Гюнтер Тилен (нем. Gunter Thielen; род. 4 августа 1942, Квиршид) — немецкий менеджер, председатель Фонда Вальтера Блюхерта. До этого занимал различные руководящие должности в Bertelsmann и Bertelsmann Foundation. За свои заслуги в качестве социально-политического и социально ориентированного предпринимателя Тилен получил орден «За заслуги перед Федеративной Республикой Германия».

## Ранняя жизнь
Гюнтер Тилен родился в Квиршиде, Саар, и вырос в Саарбрюккене. Его отец был государственным служащим в строительном управлении Саара.
После окончания средней школы Тилен изучал машиностроение и экономику в Рейнско-Вестфальском техническом университете Ахена. В 1970 году он получил степень доктора технических наук, защитив диссертацию на тему «Транспортные процессы в бинарных и тройных мембранных системах», профинансированную фондом Volkswagen.

## Карьера
Тилен начал свою карьеру в химической компании BASF в Людвигсхафене. Затем он взял на себя техническое руководство нефтеперерабатывающим заводом Wintershall в Лингене.
В 1980 году Тилен перешёл в отдел печати и промышленных операций Bertelsmann. Под его руководством две типографии Maul из Нюрнберга и Belser из Штутгарта были объединены в компанию Maul-Belser. Тилен исполнял обязанности генерального директора новой компании. В 1985 году он был назначен в исполнительный совет Bertelsmann, где отвечал за все полиграфические и производственные операции. Он реорганизовал подразделение группы под эгидой новой акционерной корпорации, сосредоточившись больше на услугах и сделав бизнес интернационализированным. Тилен также модернизировал модель рабочего времени, что дало сотрудникам и компаниям больше свободы. Чтобы задокументировать изменения во внешнем мире, в 1999 году была представлена торговая марка Arvato. Тилен возглавил один из самых быстрорастущих сегментов группы.
В 2000 году Марк Весснер объявил о своём уходе с руководящих должностей в Bertelsmann Foundation и Bertelsmann Verwaltungsgesellschaft, после чего Тилен временно приступил исполнять его обязанности.  После того, как Бертельсманн отделился от Томаса Миддельхоффа, Тилен перешёл на пост генерального директора группы в 2002 году. Одной из его первых задач было представить результаты независимой исторической комиссии, изучавшей прошлое Бертельсмана в Третьем рейхе. В последующие годы Тилен успешно консолидировал основной бизнес и больше инвестировал в цифровую деятельность. Он также более тесно связал издателя журнала Gruner + Jahr с компанией и инициировал выкуп акций Groupe Bruxelles Lambert.
В конце 2007 года Тилен передал председательство Хартмуту Островски и перешёл в наблюдательный совет, который избрал его своим председателем. Позже он стал председателем наблюдательного совета компании по аренде автомобилей Sixt и членом наблюдательного совета фармацевтической компании Sanofi- Aventis. В начале 2008 года Тилен также занял пост генерального директора Bertelsmann Foundation. Он провозгласил своей целью поднять авторитет организации и интернационализировать её деятельность.  Тилен публично проводил кампанию, среди прочего, за большее равенство доходов и участие граждан. Он интенсивно занимался системой образования и социальной рыночной экономикой. Достигнув предельного возраста 70 лет, Тилен ушёл из исполнительного совета Bertelsmann Stiftung и наблюдательного совета Bertelsmann.
С тех пор Тилен посвятил себя Фонду Вальтера Блюхерта, который он основал в 2007 году как исполнитель воли издателя и финансового брокера Вальтера Блюхерта. Он способствует участию в общественной жизни и защищает людей. Тилен — председатель правления Фонда Вальтера Блюхерта. Кроме того, с 2011 года он является почётным профессором Института менеджмента Рейнхарда Мона на экономическом факультете Университета Виттена / Хердеке. Институт был открыт в 2010 году в память о Рейнхарде Моне.

## Личная жизнь
Тилен женат на Улле Хёлль. У пары двое детей, они живут в Гютерсло, Мюнхене и на юге Франции.

## Награды
- 2003: Орден «За заслуги перед Федеративной Республикой Германия» 1-го класса[29];
- 2005: Премия за глобальное лидерство[30];
- 2006: Золотой лев как «Медиа-человек года»[31].

Кроме того, по данным Time и CNN, Тилен был одним из самых важных деловых людей во всём мире.

## Критика
Близость Тилена к владельцам Bertelsmann иногда вызвала критику его назначения на пост генерального директора. Кроме того, ему приходилось реагировать на критику структур и влияния во время его пребывания на посту генерального директора Bertelsmann Stiftung.
В связи с ролью Тилена как владельца саарского производителя колбас Höll, Тилен был обвинен мэром муниципалитета Иллинген, бывшего резиденции ныне несостоятельной компании, в «безжалостном отношении к общему благу» и «спекуляции».